# RAF Boulmer
RAF Boulmer est une base de la Royal Air Force près d’Alnwick, dans le Northumberland, en Angleterre. Elle abrite le centre de commande de l''Aerospace Surveillance and Control System (ASACS), le Control and Reporting Centre (CRC), l’école de gestion du combat et du soutien de la force. Jusqu'au 30 septembre 2015, le site hébergeait également le No. 202 Squadron de la RAF (en), qui assurait le rôle de SAR (recherche et sauvetage) avec des Westland Sea King.

## Historique

### Seconde Guerre Mondiale
En 1940, un leurre est créé près du village de Boulmer pour détourner les attaques allemandes des aérodromes de la Royal Air Force (RAF), tels que celui de la RAF Acklington (en). Au moment où la menace aérienne contre le Royaume-Uni s'est dissipé, l'aérodrome de leurre, avec ses pistes en herbe et son contreplaqué et ses toiles Hurricanes, a été abandonné. En mars 1943, la RAF Boulmer est rouverte en tant qu’aérodrome satellite pour accueillir les vols avancés de la RAF, la 57e unité de formation opérationnelle (unité de formation Supermarine Spitfire basée à RAF Eshott (en), la division mère de Boulmer). Au cours de cette période, il y avait trois pistes en asphalte et une unité du régiment de la RAF défendait la station. En novembre 1943, la RAF Boulmer devint le siège de la 9e école d’entraînement au combat. Elle y enseignait le vol de nuit, les bombes en piqué, les mitrailleuses et la tactique de chasse. Lorsque la guerre a pris fin, le terrain a été fermé et est redevenu agricole. Une partie de l'aérodrome constituait la base d'un site pour caravanes, la piste et la voie de circulation servant de route d'accès au site. Le site reste et s'appelle Seaton Park.

### Guerre Froide
En 1950, la menace de la bombe atomique avait profondément repensé l’organisation de la défense aérienne et un plan, baptisé ROTOR, avait été introduit pour remplacer nombre des stations existantes par de nouvelles salles d’opérations souterraines protégées. Le site choisi pour l’une de ces nouvelles stations souterraines d’interception contrôlée au sol (GCI) se trouvait à proximité de l’ancienne base de Boulmer, qui avait été reconverti dans l’agriculture à la fin de la Seconde Guerre mondiale.
La station devait disposer d’une salle d’exploitation souterraine à deux niveaux désignée R3. Le R3 n’a jamais eu l’intention de survivre à un tir direct avec une arme nucléaire, il a été conçu pour résister à une attaque causée par un bombardement de la Russie avec des bombes explosives d’une puissance d'une tonne lâchées à 35 000 pieds.
La date butoir pour l'achèvement de la station était fixée au 21 août 1953 et, bien que non achevée, la station fut ouverte à l'heure, avec des capacités limitées, grâce à un radar américain à longue portée AN/FPS3 et à un radar altimètre AN/TPS10. La station est devenue connue sous le nom de 500 Signals Unit sous le contrôle de la RAF Acklington (en) et fait partie du 13e groupe - la devise de la station 'Semper in excubitu vigilans' est extraite des traditions de la 500 Signals Unit. À la fin des travaux du R3 en septembre 1954, la station est devenue pleinement opérationnelle et la RAF Boulmer est devenue une unité indépendante pour la première fois.
À l’automne 1957, la RAF Boulmer est désignée centre de contrôle de groupe, responsable des stations radar de la RAF à Buchan et à Killard Point. En 1958, Boulmer fut choisi pour être rénovée avec l'installation du radar de surveillance de type 84, plus puissant et plus moderne. Cela a permis d'accroître la portée de détection et de pénétrer la dernière technologie de brouillage soviétique.
En 1971, Border Radar a été créé à Boulmer. Il s’agit d’une installation conjointe civilo-militaire fournissant des services de contrôle du trafic aérien pour coordonner le trafic civil et militaire. Bien qu'elle soit restée opérationnelle jusqu'à la fin des années 1980, l'unité a été fermée lorsque tous les services de la circulation aérienne de la région ont été centralisés entre West Drayton et Prestwick.
En 1974, la station a évolué pour devenir à la fois un centre d'opérations sectorielles (SOC) et un centre de contrôle et de notification (CRC). Pendant ce temps, les contrôleurs de Boulmer détectaient régulièrement des avions soviétiques sondant la région de défense aérienne du Royaume-Uni, et déclenchaient l'intervention des avions Quick Reaction Alert pour les intercepter avant qu'ils n'atteignent l'espace aérien du Royaume-Uni.
En 1978, la RAF Boulmer assuma un nouveau rôle supplémentaire en tant que poste de recherche et sauvetage à la suite de la fermeture de la RAF Acklington, rôle qu'elle a rempli jusqu'au 30 septembre 2015. Initialement, la station était équipée d'hélicoptères Westland Whirlwind.Toutefois, en décembre 1978, la station a été rééquipée de Westland Sea King, plus performant.
Le dernier changement majeur a eu lieu en 1982, lorsque le bunker R3 a été libéré et que des travaux ont été entrepris pour le transformer en R3A. Au cours de cette période, le CRC a été transféré dans une installation hors sol pendant la durée des travaux.
En 1990, les liens de Boulmer avec la défense aérienne se renforcent avec l’arrivée de la School of Fighter Control de la RAF West Drayton. Après une rénovation en profondeur, le bunker a été remis en service en 1993. Cependant, avec la fin de la guerre froide, le CRC prend un rôle restreint à l'alerte, la défense aérienne étant contrôlée par la RAF Buchan et la RAF Neatishead.

### Post-Guerre Froide
En 1994, le centre de contrôle aérien no 1 (ACC no 1) a été réformé sur la RAF Boulmer, fournissant à la Royal Air Force une capacité de commandement et de contrôle hautement performante et rapidement déployable. Équipé plus tard de radars de défense aérienne de type 101 de BAE Systems, il a joué un rôle clé dans l'opération TELIC après l'invasion anglo-américaine de l'Irak.
En 2002, la station a entamé une importante rénovation du bunker souterrain et l'installation de nouveaux équipements dans le cadre du programme de maintenance des capacités UKADGE (UCMP). D'une valeur de 60 millions de livres sterling, la première phase du programme a été déclarée opérationnelle le 16 août 2004.
En 2004, le CRC récemment rénové de la RAF Boulmer a repris toutes les fonctions de défense aérienne précédemment administrées par les CRC à la RAF Buchan et à la RAF Neatishead. En tant que principal CRC du Royaume-Uni, Boulmer est responsable de la surveillance de l'espace aérien britannique, ainsi que de la liaison avec les alliés de l'OTAN à travers l'Europe, afin de maintenir une couverture de défense aérienne efficace pour le secteur 1 de police aérienne de l'OTAN.
Depuis le 1er septembre 2004, le site a également assumé la responsabilité du radar de type 93 installé à la RRH Brizlee Wood (à 14 km à l’ouest du Boulmer) et des radars de type 92 de la RAF Buchan et de la RAF Benbecula.
Fin juillet 2004, il a été annoncé que la RAF Boulmer serait fermée d'ici 2012, la majorité de ses fonctions étant transférées à la RAF Scampton. La première action entreprise en réponse à cette annonce a été de faire en sorte que le No 1 ACC soit déplacé à la RAF Kirton, un ancien aérodrome de la RAF Fighter Command dans le Lincolnshire. Cela rapprocherait géographiquement les éléments de commandement et de contrôle aériens du système de surveillance et de contrôle aériens (ASACS) des éléments ISTAR tels que les AWACS E3 Sentry situés sur la RAF Waddington. Le déménagement de l'ACC à Kirton a été achevé au début de 2005. Plus tard dans la même année, un examen de la décision de fermer Boulmer était annoncé.
Le 10 janvier 2008, il a été annoncé qu'une étude avait été menée sur l'emplacement des éléments du système de surveillance (ASACS). Les résultats ont conclu que la meilleure option, tant sur le plan financier qu'opérationnel, était de conserver la RAF Boulmer en tant que plaque tournante ASACS. La station est donc restée ouverte au-delà de 2012.

## Unités
Les unités aériennes et non aériennes notables suivantes sont basées sur la RAF Boulmer.

### Royal Air Force
No. 1 Group (Air Combat) RAF
- Battlespace Management Force
  - Opérations de gestion de l'espace de combat
  - Control and Reporting Centre (secteur 1 de police aérienne de l'OTAN)
  - ASACS Escadron d'ingénierie et de logistique
    - Quartier général
    - Systèmes de communications et d'information en vol
    - Radar (Nord)
    - Radar (Sud)

  - Systèmes de surveillance et de contrôle aériens britanniques (ASCS)

- École du contrôle et de la défense de l'espace aérien
  - École de gestion de combat aérospatial
    - Escadron d'entraînement initial
    - Escadron d'entraînement avancé
    - Escadron de développement et d'assurance de la formation

## Opérations
La mission de la RAF Boulmer est de «générer et maintenir une capacité de commandement et de contrôle aérien agile sur le plan opérationnel».

### ASACS Force Command
La défense du territoire britannique reste la pierre angulaire de la raison d'être opérationnelle de l'ASACS Force Command. Cependant, le commandement de la force ASACS assume également une responsabilité plus large dans le soutien des opérations déployées dans le monde entier. Avec l'ouverture du quartier général du commandement de la force ASACS sur la RAF Boulmer en janvier 2006, le commandant de la station assume également le rôle opérationnel de commandant de la force ASACS, qui est responsable de la génération, du maintien en puissance et de la production opérationnelle de l'ASACS. Selon le Daily Telegraph, Il y eut 187 interceptions entre 2005 et 2016. Le travail est maintenant partagé entre Boulmer et la RAF Scampton.
Les éléments de la force sous le contrôle du commandant de la force ASACS sont:
- Control and Reporting Centre – RAF Boulmer
- No. 1 Air Control Centre – RAF Scampton
- Remote Radar Head (RRH) Benbecula dans les Hébrides extérieures
- RRH Saxa Vord dans les Shetlands
- RRH Buchan dans le Aberdeenshire
- RRH Brizlee Wood (en) dans le Northumberland
- RRH Neatishead dans le Norfolk
- RRH Portreath en Cornouailles
- RRH Staxton Wold dans le North Yorkshire

Bien que n'étant pas des éléments de force, l'École de gestion de combat aérospatial situé sur la RAF Boulmer est un rouage essentiel dans les rouages du commandement, sans laquelle la force ASACS ne pourrait pas générer sa capacité. Au total, le commandement de la force ASACS comprend environ 1 800 militaires, fonctionnaires et personnels contractuels.

### Control and Reporting Centre
Le CRC de la RAF Boulmer est chargé de compiler l'ensemble des informations des radars couvrant la zone de police de l'air 1 de l'OTAN et de fournir un contrôle tactique à la Quick Reaction Alert. Le CRC soutient également la formation des étudiants en formation à l'École de gestion de combat aérospatial et contrôle les aéronefs militaires lors de missions d'entraînement de routine. En outre, le CRC fournit du personnel qualifié pour les opérations hors zone, allant actuellement des îles Falkland au Moyen-Orient. L'unité fournit également le centre de contrôle tactique du Royaume-Uni pour l'entraînement au combat des avions de défense antiaérienne, d'attaque au sol et de ravitaillement en vol, et participe quotidiennement à un entraînement commun avec la Royal Navy, échangeant des informations par liaison de données numérique et par réseau vocal, avec des navires en mer.
Au cours de l'été 2004, à la suite de la fermeture du CRC Neatishead, l'achèvement des travaux de rénovation du bunker souterrain de la RAF Boulmer a marqué l'arrivée de plus de 250 membres du personnel. À la suite de l’évaluation opérationnelle du nouvel équipement, le CRC Boulmer a été mis en service le 16 août 2004.
En résumé, le CRC est ouvert 24h/24 et 7j/7 pour répondre aux exigences de l'OTAN et aux exigences nationales en matière de Quick Reaction Alert. Gérant la capacité du Royaume-Uni à utiliser le réseau pour la tâche de défense du territoire, le CRC soutient également la formation du personnel des systèmes de surveillance et de contrôle aériens, et des équipages d'aéronefs du Royaume-Uni et de l'OTAN en vue de leur déploiement dans le monde entier.

### Centre de gestion des ressources
Le centre de gestion des ressources de la force ASACS est basé à RAF Boulmer. Il emploie actuellement 14 civils, dont 12 à la RAF Boulmer et 2 à la RAF Scampton. Son rôle est de fournir un soutien financier spécialisé et des conseils au commandement de la force ASACS tout en garantissant le meilleur rapport qualité-prix.

### École de gestion de combat aérospatial
L’École de gestion des combats aérospatiaux (SABM) de la RAF, anciennement l’École de contrôle des chasseurs (SFC), fait partie de l’organisation des opérations du chef d’état-major du Commandement aérien et se trouve sur la RAF Boulmer depuis 1990. Commandée par un Wing commander, l'école a été formé en 1940 et Sa Majesté la reine Elizabeth II a attribué à l'unité son propre blason en 1958. La devise de l'école est «Disce ut dirigas», ce qui signifie «apprenez que nous pourrons guider».
L'école a été intégrée à l'École du contrôle et de la défense de l'espace aérien lors de sa création en avril 2016.
La SABM joue un rôle central dans la formation requise par les officiers gestionnaires de combat aérospatiaux (GAB) de la Direction du soutien aux opérations, par les aviateurs et pilotes du groupe métier Opérateur de systèmes aérospatiaux (ASOp) et Gestionnaire de systèmes aérospatiaux (ASM). Il est également reconnu comme centre d'excellence en matière de gestion tactique des combats dans l'espace aérien et dispense une formation aux services frères de la RAF, de l'OTAN et à d'autres personnels militaires étrangers. Entre 800 et 850 étudiants suivent l’un des 30 cours différents chaque année.
- L’escadron de formation initiale est responsable des cours de gestion du combat aérien ab-initio destinés aux officiers et à une sélection d’aviateurs dans les deux sous-spécialisations Contrôle et Surveillance (agent d’identification), depuis le début de la formation jusqu’à l’attribution d’un premier certificat de qualification. Ces gestionnaires de combat aérien et gestionnaires de systèmes aérospatiaux jouent non seulement un rôle essentiel dans la défense du territoire, mais se déploient également hors du pays pour soutenir des opérations de défense des intérêts du Royaume-Uni et renforcer la paix et la sécurité internationales. Il dispense également une formation initiale aux aviateurs du groupe de travail des opérateurs de systèmes aérospatiaux.
- L'escadron de formation avancée est responsable des cours post-gradués, avancés et exécutifs pour certains officiers et sous-officiers. L’escadron dispense principalement de la formation afin de développer l’emploi d’officiers, d’hommes et de femmes ainsi que du personnel des services apparentés dans les domaines du commandement aériens et de la gestion des combats dans l’espace aérien, au niveau tactique, pour appuyer les opérations et des opérations aériennes multinationales. L'escadron propose également des cours spécialisés sur les liaisons radar et de données à des officiers, des sous-officiers et des aviateurs, ainsi que des cours de formation préalable à l'embauche d'officiers d'ingénierie ASACS du Royaume-Uni, dans la mesure des ressources disponibles. Enfin, l’escadron offre une formation avancée et exécutive à la gestion des combats aériens à des étudiants internationaux sélectionnés.
- L’escadron de développement et d’assurance-formation doit veiller à ce que les normes élevées exigées d’un centre d’excellence soient respectées; cela comprend la prestation de cours pratiques et théoriques ainsi que tous les aspects de la tenue du cours. Il fournit également tous les services de soutien au sein de la School of Aerospace Battle Management, des cours de formation spécialisés pour les instructeurs affectés à l’école et une formation pour les officiers de liaison[12].

### Service de soutien
L’escadre de soutien compte environ 100 employés de service et fonctionnaires, qui, de même que de nombreux entrepreneurs, soutiennent les opérations. L'escadre comprend trois escadrons: l'escadron de développement de la force, qui est responsable de tous les éléments clés nécessaires au développement de la force, y compris le vol d'entraînement et de perfectionnement, la section éducation physique, la section du régiment et le centre de formation. L’escadron de gestion du personnel, qui comprend le service aérien du personnel, l’officier d’appui communautaire, le HIVE, le service général de vol et les centres médicaux et dentaires. L’escadron de soutien à la gestion, qui comprend la restauration, la vente au détail et les loisirs, la gestion des installations, les médias et les communications, ainsi que la station i-Hub et le registre central.

### ASACS Escadron d'ingénierie et de logistique
Les éléments de l'escadron ASACS Eng & Logs, placés sous le contrôle du commandant de la force ASACS (commandant de la RAF Boulmer), sont les suivants:
- Quartier général du génie et de la logistique (QG des ingénieurs)
- Ingénieurs responsables du CRC
- Commandement, contrôle, communications, informatique et information (C4i)  en vol
- Maintenance des radars, comprenant tous les radars RRH du Royaume-Uni
- Transport mécanique (MT)
- Gestion des fournitures

Il s'appelait auparavant escadron Engineering and Supply (Eng & Sup). La formation du nouvel escadron ASACS Eng & Logs est née de la réorganisation majeure des sites de radars statiques britanniques de la Royal Air Force.
L’escadron a commencé ses activités sur le site de la RAF Boulmer au début des années 1960, et au cours des années qui ont suivi, a été façonné par une combinaison de changements technologiques, de planification stratégique et de responsabilité administrative pour devenir ce qu’elle est aujourd’hui, un centre d’ingénierie d'excellence, qui s’est poursuivi avec la formation de l’escadron ASACS Eng & Logs.
Au cœur même du réseau de défense aérienne du Royaume-Uni; Les équipes d'ingénierie, de logistique, de transport et d'administration technique assurent une assistance continue 24 heures sur 24 à ASACS tout au long de l'année et sont prêtes, à tout moment, à faire face rapidement et de manière proactive aux nombreux changements qui se produisent fréquemment.

## Autres sites
La RAF Boulmer dispose également d’un champ de tir de 25 mètres, souvent utilisé par les cadets de l’aviation.